# Charles Dance
Walter Charles Dance, OBE (n. 10 octombrie 1946, Redditch, Anglia, Regatul Unit) este un actor, scenarist și regizor englez.

## Filmografie

### Film
- For Your Eyes Only (1981)
- Plenty (1985)
- The Golden Child (1986)
- Out on a Limb (1987)
- White Mischief cu Greta Scacchi (1987)
- Good Morning, Babylon (1987)
- Hidden City (1987)
- Pascali's Island (1988)
- The Phantom of the Opera (1990)
- Alien 3 (1992)
- Kalkstein (Italia, 1992)
- Last Action Hero (1993)
- China Moon (1994)
- Kabloonak (1994, Premiul Festivalului de Film de la Paris pentru cel mai bun actor 1996)
- Century (1994)
- Shortcut to Paradise (Spain, 1994)
- Space Truckers (1996)
- Michael Collins (1996)
- What Rats Won't Do (1998)
- Don't Go Breaking My Heart (1998)
- Hilary and Jackie (1998)
- Gosford Park (2001)
- The Life and Adventures of Nicholas Nickleby (2001)
- Dark Blue World (2001)
- Black and White (2002)
- Ali G Indahouse (2002)
- Swimming Pool (2003)
- Dolls (2006)
- Scoop (2006)
- Starter for 10 (2006)
- The Contractor (2007)
- Ironclad (2011)
- Your Highness (2011)
- Midnight's Children (2012)
- Underworld: Awakening (2012)
- Patrick (2013)
- Justin and the Knights of Valour (2013)
- Bones of the Buddha (2013), narrator
- Viy (2013)
- Dracula Untold (2014)
- The Imitation Game (2014)
- Child 44 (2015)
- The Woman in Gold (2015)
- Pride and Prejudice and Zombies (2015)

- Me Before You (2016)
- Ghostbusters (2016)
- Despite the Falling Snow (2016)
- Underworld: Blood Wars (2016)
- Euphoria (2017)
- That Good Night (2017)
- Johnny English Strikes Again (2018)
- Happy New Year, Colin Burstead (2018)
- Godzilla: King of the Monsters (2019)
- Viy 2: Journey to China (2019)
- Fanny Lye Deliver'd (2019)
- The Book of Vision (2020)
- The King's Man (2020)
- Mank (2020)

### Televiziune
- Father Brown (un episod, "The Secret Garden") ca Commandant Neil O'Brien (1974)
- Edward the Seventh (episoadele 8–9) ca Prince Eddy (1975)
- The Jewel in the Crown ca Guy Perron (1984)
- First Born ca Edward Forester (1988)
- The Phantom of the Opera ca Erik (1990)
- Rebecca ca Maxim de Winter (1997)
- The Real Spartacus (Documentar) Narator (2000)
- Foyle's War (un episod, "The White Feather") ca Guy Spencer (2002)
- Saint John Bosco: Mission to Love (2004)
- Fingersmith ca Mr Lilly (2005)
- Bleak House ca Mr. Tulkinghorn (2005)
- Marple: By the Pricking of My Thumbs ca Septimus Bligh (2006)
- Jam & Jerusalem (2009)
- Merlin (un episod, "The Witchfinder") ca Aredian (2009)
- Trinity ca Dr. Edmund Maltraver (2009)
- Going Postal ca Havelock Vetinari (2010)
- This September (2 episoade) ca Edmund Aird (2010)
- Game of Thrones ca Tywin Lannister (2011–2014)
- Neverland ca Dr. Richard Fludd (2011)
- Secret State (2012)
- Strike Back: Vengeance ca Conrad Knox (2012)
- Top Gear seria 20, episodul 1 (2013)
- Sfârșitul copilăriei ca Overlordul Karellen (2015)[6]
- Deadline Gallipoli (2015)
- And Then There Were None ca Justice Lawrence Wargrave (2015)
- The Woman in White (2018)
- Hang Ups (2018)
- The Little Drummer Girl (2018)
- The Widow (2019)
- The Crown (2019)
- Rise of Empires: Ottoman (2020) - narator

### Teatru
- Toad of Toad Hall ca Badger (1971)
- The Beggar's Opera ca Wat Dreary (Chichester Festival Theatre, 1972)
- The Taming of the Shrew ca Philip (Chichester, 1972)
- Three Sisters ca Soliony (Greenwich Theatre, 1973)
- Hans Kohlhaus ca Meissen (Greenwich, 1973)
- Born Yesterday ca Hotel Manager (Greenwich, 1973)
- Saint Joan ca Baudricourt (Oxford Festival, 1974)
- The Sleeping Beauty ca Prince (1974)
- Travesties ca Henry Carr (Leeds Playhouse, 1977)
- Hamlet ca Fortinbras / Reynaldo / Player (RSC The Other Place 1975; The Roundhouse, 1976)
- Perkin Warbeck ca Hialas / Astley / Spanish Ambassador (RSC The Other Place, 1975)
- Richard III ca Catesby / Murderer (RSC The Other Place, 1975)
- Henry V ca Henry V (RSC Glasgow and New York, 1975)
- Henry IV, Part One și Henry IV, Part Two ca Prince John of Lancaster (RSC Stratford, 1975; Aldwych Theatre, 1976)
- As You Like It ca Oliver (RSC Stratford, 1977; Aldwych, 1978)
- Henry V ca Scroop / Williams (RSC Stratford, 1977)
- Henry VI, Part 2 ca Buckingham (RSC Stratford, 1977; Aldwych, 1978)
- The Jail Diary of Albie Sachs ca Whistling Guard / Freeman (RSC Donmar Warehouse, 1978; The Other Place, 1979)
- Coriolanus ca Volscian Lieutenant (RSC Stratford, 1977)
- Coriolanus ca Tullus Aufidius (Aldwych, 1978 and 1979)
- The Women Pirates ca Blackie / Vosquin (RSC Aldwych, 1978)
- The Changeling ca Tomazo (RSC Aldwych, 1978)
- Irma la Douce ca Nestor (Shaftesbury Theatre, 1979)
- The Heiress ca Morris Townsend (1980)
- Turning Over ca Frank (Bush Theatre, 1983)
- Coriolanus ca Coriolanus (RSC Stratford and Newcastle upon Tyne, 1989; Barbican Theatre, 1990)
- Three Sisters ca Vershinin (Birmingham Rep, 1998)
- Good ca John Halder (Donmar Warehouse, 1999)
- Long Day's Journey into Night ca James Tyrone (Lyric Theatre, 2000)
- The Play What I Wrote ca (Wyndham's Theatre, 2001–2002)
- Celebration ca Richard (Gate Theatre, Dublin; Albery Theatre, 2005)
- The Exonerated (Riverside Studios, Hammersmith, Londra, 2006)
- Eh Joe ca Joe (Parade Theatre, Sydney, 2006)
- Shadowlands ca C. S. Lewis (Wyndham's Theatre, 2007 and Novello Theatre 2007–2008)

- A History of Britain (TV series) Ep.15 - "The Two Winstons" ca Winston Churchill (voce, 2000)

### Jocuri video
- The Witcher 3: Wild Hunt — Emperor Emhyr var Emreis (2015)[7]